# 1977 en cyclisme
| Années du cyclisme : 1974 - 1975 - 1976 - 1977 - 1978 - 1979 - 1980    |
| Décennies du cyclisme : 1940 - 1950 - 1960 - 1970 - 1980 - 1990 - 2000 |

Les faits marquants de l'année 1977 en cyclisme.

## Par mois

### Février
- 8 février : le Belge André Dierickx gagne la 1re étape de l'Étoile de Bessèges, Bessèges-Largentière.
- 9 février : le Belge Willy Planckaert gagne la 2e étape de l'Étoile de Bessèges, Rochessadoule-Uzès. Il prend la tête du classement général qui se dispute cette année-là aux points et non au temps.
- 10 février : le Belge Walter Planckaert gagne la 3e étape de l'Étoile de Bessèges, Nimes-Aigues mortes.
- 11 février : le Français André Mollet gagne la 4e étape de l'Étoile de Bessèges, La Grande Motte-Molières sur Cèze.
- 12 février : le Français Mariano Martinez gagne la 5e étape de l'Étoile de Bessèges, Bessèges-Bessèges, le Belge Willy Planckaert gagne le classement final de l'Étoile de Bessèges.
- 12 février : le néo-pro Allemand Klaus Peter Thaler gagne sa première course professionnelle en s'imposant dans la 1re étape du tour d'Andalousie Malaga-Nerja et de fait enfile le maillot de leader de la course.
- 13 février : l'Allemand Dietrich Thurau gagne la 1re demi-étape de la 2e étape du Tour d'Andalousie, dans la 2e demi-étape Antequera-Montilla Thurau gagne encore une fois et prend la tête du classement général.
- 13 février : le Belge Eddy Merckx gagne la Ronde du Carnaval à Aix en Provence.
- 14 février : l'Allemand Dietrich Thurau gagne la 3e étape du Tour d'Andalousie Montilla-Cordoue.
- 14 février : l'Italien Walter Riccomi gagne le Grand Prix d'Aix-en-Provence.
- 15 février : l'Allemand Dietrich Thurau gagne la 4e étape du Tour d'Andalousie Cordoue-Dos Hermatos.
- 16 février : l'Allemand Dietrich Thurau gagne la 5e étape du Tour d' Andalousie Ronda-San Roque.
- 17 février : l'Allemand Dietrich Thurau gagne la 6e étape du Tour d'Andalousie courue dans les rues de Ceuta.
- 18 février : l'Allemand Dietrich Thurau gagne la 1re demi-étape de la 7e étape du Tour d'Andalousie Marbella-Fuengirola, dans la 2e demi-étape Fuengirola-Malaga le Néerlandais Aad Van Den Hoeck met un terme à la série de victoires de Thurau en s'imposant, Dietrich Thurau gagne cependant le classement général final du Tour d'Andalousie connu aussi sous le nom de Ruta del Sol. L'épreuve ne sera pas disputée en 1978 et reprendra en 1979.
- 19 février : le Tour Méditerranéen s'élance de Port de Bouc par un prologue C L M par équipe, l'équipe Frisol-Gazelle l'emporte. Son leader le Néerlandais Jan Raas prend la tête de la course. Dans l'après midi se dispute la 1re étape Port de Bouc-Marseille, c'est encore Jan Raas le vainqueur.
- 20 février : l'Italien Wladimiro Panizza gagne la Ronde de Montauroux.
- 20 février : l'Allemand Gregor Braun gagne la 1re demi-étape de la 2e étape du Tour Méditerranéen La Penne-Hyères, le Français Gilbert Chaumaz surprend tout le monde en gagnant la 2e demi-étape, l'ascension contre la montre du Mont-Faron, il bat tous les spécialistes de la discipline, le Belge Eddy Merckx prend cependant la tête du classement général.
- 21 février : le Belge Patrick Sercu gagne la 3e étape du Tour Méditerranéen Hyères-Nice.
- 22 février : le Belge Patrick Sercu gagne la 4e étape du Tour Méditerranéen Cavalaire-Grasse.
- 23 février :
  - le Néerlandais Fédor Den Hartog gagne la 5e étape du Tour Méditerranéen Menton-Antibes, le Belge Eddy Merckx gagne le classement final du Tour méditerranéen.
  - le Belge Freddy Maertens gagne le Trophée Laigueglia.
- 24 février : le Belge André Dierickx gagne le Grand Prix d'Antibes.
- 26 février : le Belge Jos Jacobs gagne le Grand Prix de Peyminade.
- 26 février : le Belge Freddy Maertens gagne au sprint la 1re étape du tour de Sardaigne Rome-Pomezia et prend la tête du classement général.
- 27 février : le Français Bernard Thévenet gagne le Tour du Haut-Var.
- 27 février : le Belge Patrick Sercu gagne au sprint la 2e étape du Tour de Sardaigne Poetto-Cagliari.
- 27 février : l'Espagnol Domingo Perurena gagne le Grand Prix de Valencia connu aussi sous le nom de Trophée Luis Puig.
- 28 février : le Belge Patrick Sercu au sprint gagne la 3e étape du Tour de Sardaigne Cagliari-Nuoro et part le jeu des bonifications prend la tête du classement général.

### Mars
- 1er mars : le Belge Rik Van Linden gagne au sprint la 4e étape du tour de Sardaigne Nuoro-Porto Torres, le Belge Freddy Maertens gagne le tour de Sardaigne grâce au jeu des bonifications.
- 1er mars : l'Espagnol José Enrique Cima gagne le prologue du Tour du Levant à Cullera.
- 1er mars : le Français Pierre Raymond Villemiane gagne la 1re étape du Tour de Corse Bastia- Ile Rousse et prend la tête du classement général.
- 2 mars : le Français Dominique Sanders gagne la 2e étape du Tour de Corse Ile Rousse-Ajaccio.
- 2 mars : l'Italien Gualazzini gagne Sassari-Cagliari.
- 2 mars : l'Allemand Horst Schutz gagne la 1re étape du Tour du Levant Cullera-Benicasim.
- 3 mars : dans la 1re demi-étape contre la montre à Ajaccio de la 3e étape du tour de Corse le Français Bernard Thévenet s'impose et le Français Régis Ovion prend la tête du classement général, la 2e demi-étape Ajaccio-Porto Vecchio est remportée par le Français Dominique Sanders.
- 3 mars : le Suédois Bernt Johansson gagne la 2e étape du Tour du Levant Benicasim-Calpe et prend la tête du classement général.
- 4 mars : le Français Yves Hezard gagne la 4e étape du Tour de Corse Porto Vecchio-Bastia.
- 4 mars : le Français Régis Ovion gagne le classement général final du Tour de Corse.
- 4 mars : l'Espagnol Domingo Perurena gagne la 3e étape du Tour du Levant Calpe-San Vicente del Raspeig.
- 5 mars :
  - le Belge Freddy Maertens gagne le Circuit Het Volk au sprint devant le Néerlandais Jan Raas.
  - l'Italien Marino Basso gagne la Coppa Placci.
  - l'Espagnol Feliz Suarez Colomo gagne la 1re demi-étape de la 4e étape du Tour du Levant San Vicente-Jativa, la 2e demi-étape Jativa-Silla est remportée par l'Allemand Horst Schutz
- 6 mars : l'Allemand Horst Schutz gagne la 5e étape du Tour du Levant Valencia-Valencia, le Suédois Bernt Johansson gagne le Tour du Levant (appelé aussi Tour de la région de Valencia ou le tour des trois provinces espagnol). Cette épreuve ne sera pas disputée en 1978 et reprendra en 1979.
- 7 mars :
  - le Belge Patrick Sercu gagne le Circuit des deux Flandres, connu aussi sous le nom de Kuurne-Bruxelles-Kuurne.
  - le Belge Marcel Laurens gagne le Tour du Limbourg.
- 9 mars : le Français Michel Périn gagne le grand prix José Samyn.
- 10 mars : le Belge Freddy Maertens gagne le prologue de Paris-Nice à Aulnay sous Bois.
- 11 mars : le Belge Freddy Maertens gagne au sprint la 1re demi-étape de Paris-Nice Provins-Auxerre, il gagne aussi au sprint la 2e demi-étape Noyers-Nuits St Georges la bien nommée puisque finissante à la tombée de la nuit, le système des demi-étapes montre ses limites en Hiver.
- 12 mars : le Belge Freddy Maertens gagne au sprint la 2e étape de Paris-Nice St Trivier-St Étienne.
- 12 mars : l'Italien Alfio Vandi gagne la 1re étape de Tirreno-Adriatico.
- 13 mars : le Belge Herman Beysens gagne le Circuit des Ardennes Flamandes.
- 13 mars : le Néerlandais Gerrie Knetemann rompt la domination de Maertens sur la course en gagnant la 3e étape de Paris-Nice St Étienne-Romans, il se rapproche à 18 secondes au classement général.
- 13 mars : le Belge Roger de Vlaeminck gagne la 2e étape de Tirreno-Adriatico Cassino-Paglieta, il s'empare en même temps de la tête du classement général.
- 14 mars : la 4e étape de Paris-Nice Vaison la Romaine-Digne est marquée par de multiples attaques, l'équipe Flandria menée par Maertens ne peut toutes les contrer, le Belge Eddy Merckx parvient à sortir du peloton en fin d'étape et gagne détaché sur la ligne d'arrivée.
- 14 mars : le Belge Roger de Vlaeminck gagne la 3e étape de Tirreno-Adriatico Paglieta-San Giacomo, dans l'ascension de San Giacomo Roger de Vlaeminck a une nouvelle fois prouvé qu'il avait aussi des qualités de grimpeur.
- 15 mars : le Néerlandais Roy Schuiten gagne la 1re demi-étape de la 5e étape de Paris-Nice, la 2e demi-étape Plan de Campagne- le Circuit Paul Ricard au Castellet voit la victoire en solitaire du Belge Herman Van Springel.
- 15 mars : le Belge Rik Van Linden gagne au sprint la 4e étape de Tirreno-Adriatico Ascoli Piceno-Civita Nova.
- 16 mars : le Belge Patrick Sercu gagne en solitaire la 1re demi-étape de la 6e étape de Paris-Nice Le Lavandou-Draguignan, la 2e demi-étape contre la montre par la côte d'Ampus permet au Néerlandais Gerrie Knetemann de s'imposer, il n'est plus qu'à 3 secondes de Maertens au classement général.
- 16 mars : le Norvégien Knut Knudsen gagne la 5e étape contre la montre de Tirreno-Adriatico autour de St Benedetto del Tronto, le Belge Roger de Vlaeminck gagne le classement général final de Tirreno-Adriatico.
- 17 mars : le Belge Patrick Sercu gagne au sprint la 1re demi-étape de la 7e étape de Paris-Nice Draguignan-Nice, la 2e demi-étape contre la montre sur la Promenade des Anglais à Nice permet au Belge Freddy Maertens de glaner une nouvelle victoire d'étape, Freddy Maertens gagne Paris-Nice en remportant le prologue, cinq étapes et le classement aux points, il porte le maillot de leader du premier au dernier jour, le Néerlandais Gerrie Knetemann est deuxième à 33 secondes, le Français Bernard Thévenet est troisième à 48 secondes. Le Français Michel Laurent gagne le Grand Prix de la Montagne.
- 19 mars : le Néerlandais Jan Raas gagne Milan-San Remo. Raas a repris la méthode qui a permis à Eddy Merckx de gagner sept fois cette classique, il s'est échappé et a franchi en tête le Poggio pour dans la descente se faufiler dans les virages en épingles. Sur la ligne d'arrivée il garde 3 secondes d'avance sur le Belge Roger de Vlaeminck. C'est la révélation de ce chasseur de classique qui va se construire un beau palmarès.
- 20 mars : le Belge Marc Renier gagne le Circuit du pays de Waes.
- 21 mars : le prologue contre la montre par équipes des 3 jours de La Panne se dispute à La Panne même, c'est l'équipe Frisol-Gazelle qui l'emporte le Néerlandais Téo Smit prend la tête du classement général.
- 21 mars : le prologue de la semaine Catalane disputé en contre la montre par équipes à Monserrat est remporté par l'équipe Flandria et son leader le Belge Freddy Maertens prend la tête du classement du général, dans l'après midi Maertens gagne la 1re étape Monserrat-Montblanch.
- 22 mars : le Néerlandais Adri Schipper gagne la 1re étape des 3 jours de La Panne La Panne-Thielen.
- 22 mars : le Belge Joseph Bruyère gagne la 2e étape de la semaine Catalane Montblanch-Andorre et prend la tête du classement général.
- 23 mars : le Belge Herman Van Springel gagne la 2e étape des 3 jours de la panne Thielen-La Panne.
- 23 mars : l'Espagnol Miguel Maria Lasa gagne la 3e étape de la semaine Catalane Puigcerda-San Hipolito de Voltregga.
- 24 mars : le Belge Willem Peeters gagne la 1re demi-étape La Panne-La Panne, de la 3e étape des 3 jours de La Panne, la 2e demi-étape contre la montre est remportée parle Belge Dirk Baert, le Belge Roger Rosiers gagne le classement général des Trois Jours de La Panne.
- 24 mars : le Belge Freddy Maertens gagne la 4e étape de la semaine Catalane Nasias de Voltregga-Santa Eulalia de Ronsana.
- 25 mars : le Belge Freddy Maertens gagne la 1re demi-étape de la 5e étape de la semaine Catalane Ronsana-Girondella, la 2e demi-étape contre la montre Cassera-Queralt est également remportée par Freddy Maertens. Freddy Maertens gagne le classement général final de la semaine Catalane.
- 26 mars : l'Allemand Dietrich Thurau gagne le grand prix E 3, à noter l'abandon du Belge Freddy Maertens qui n'a dormi que 4 heures à la suite de son retour d'Espagne dans la nuit.
- 26 mars : l'Espagnol Faustino Ovies Fernandez gagne Nuestra Señora de Oro.
- 27 mars :
  - le Belge Emiel Gijsemans gagne Harelbeke-Poperinge-Harelbeke.
  - le Belge Walter Planckaert gagne "À travers la Belgique".
  - l'Italien Tino Conti gagne le tour de Reggio Calabre.
  - le Belge Frans Verbeeck gagne la flèche Brabançonne.
  - le Français Jean Chassang gagne le Critérium national de la route.
- 29 mars :
  - l'Italien Giuseppe Saronni gagne le Grand Prix Pantélica.
  - le Belge Walter Planckaert gagne le Grand Prix de Wallonie.
  - le Français Jacques Esclassan gagne la 1re demi-étape de la 1re étape du Tour du Tarn Castres-Albi, la 2e demi-étape Albi-Castres est remportée par le Français Roland Berland.
  - l'Espagnol Javier Elarriaga gagne le prologue du Tour du Pays basque à Hondarribia, dans l'après midi l'Espagnol José Antonio Gonzales Linares gagne la 1re étape Hondarribia-Alsasu et prend la tête du classement général.
- 30 mars le Français Jean Pierre Danguillaume gagne la 2e étape du Tour du Tarn Castres-Castres.
- 30 mars : le Belge Paul Wellems gagne la 2e étape du Tour du Pays basque Alsasu-Aretxabaleta.
- 31 mars :
  - le Belge Jos Jacobs gagne le Grand Prix Pino Cerami.
  - le Français Christian Seznec gagne la 3e étape du Tour du Tarn Albi-Castres, le Français Jacques Esclassan gagne le classement final du Tour du Tarn.
  - l'Espagnol José Antonio Gonzales-Linares reste leader du tour du Pays basque la 3e étape Salvatierra-Aretxabaleta a été annulée en raison du froid et du verglas.

### Avril
- 1er avril : l'Espagnol Miguel Maria Lasa gagne la 4e étape du Tour du Pays basque Aretxabaleta-Soraluze.
- 2 avril : l'Espagnol Custodio Mazuela Castillo gagne la 1re demi-étape de la 5e étape du Tour du Pays basque Suraluze-Durango, la 2e demi-étape contre la montre Durango-Golura est remportée par l'Espagnol José Enrique Cima, l'Espagnol José Antonio Gonzales Linares gagne le classement final du Tour du Pays basque.
- 2 avril : le Suisse Roland Salm gagne le Tour du Rigi. Cette épreuve amateur a été déclarée Open, c'est-à-dire ouverte aux professionnels en 1977.
- 3 avril : le Belge Roger de Vlaeminck gagne le Tour des Flandres. Le grand animateur de la course a été le Belge Eddy Merckx qui s'est échappé dès le 120e kilomètre. Dans la montée du Koppenberg le Belge Freddy Maertens reçoit un vélo d'un spectateur à la suite d'un ennui mécanique. En fait c'est son frère qui l'attendait à cet endroit précis qui lui tend un vélo pour effectuer la fin de la course. Maertens reprend Merckx et de Vlaeminck fait la jonction avec eux un peu plus loin au prix d'une belle chasse derrière les deux hommes. Merckx ne peut plus suivre se fait décrocher et abandonne. C'est le moment où un directeur de course vient à la hauteur de Maertens et l'informe qu'à la suite de son changement de vélo non autorisé il sera disqualifié a l'arrivée. La fin de la course voit Maertens mener sans que de Vlaeminck prenne un seul relais, il n'y a pas de sprint à l'arrivée de Vlaeminck sous les sifflés franchit la ligne d'arrivée sans que Maertens tente de lui résister. Les siffleurs qui huent de Vlaeminck ne savent pas que Maertens est sous le coup d'une disqualification. Le changement de vélo n'était pas nécessaire et on comprend mal pourquoi Guillaume Driessens le directeur sportif de Maertens ait laissé faire. Paradoxalement Maertens au palmarès de l'épreuve garde la seconde place et encore aujourd'hui il est pour nombre de ces supporteurs le vainqueur moral. De Vlaeminck ne s'en émeut pas son nom figure bien au palmarès du Tour des Flandres 1977.
- 5 avril : le Belge Frans Van Looy gagne la Nokere Koerse.
- 7 avril : l'Italien Francesco Moser gagne la Flèche wallonne après le déclassement de Freddy Maertens pour dopage. La belle échappée solitaire de ce dernier n'aura donc été vaine.
- 9 avril : le Néerlandais Jan Raas gagne l'Amstel Gold Race. Il fausse compagnie à ces deux compagnons d'échappée, ses compatriotes Gerrie Knetemann et Hennie Kuiper dans les derniers kilomètres. Il devient ainsi le leader du cyclisme néerlandais.
- 10 avril : le Belge Walter Planckaert gagne la 1re demi-étape du Tour de Belgique sur le circuit de Mons, la 2e demi-étape Mons-Lembeeck est remportée par le Belge Freddy Maertens.
- 11 avril : le Néerlandais Adri Schipper gagne la 2e étape du Tour de Belgique Lembeeck-Assebroeck.
- 11 avril : l'Espagnol Vicente Lopez Carril gagne le Tour de Navarre.
- 12 avril : le Belge Walter Planckaert gagne la 3e étape du Tour de Belgique Bruges-Kampenhout.
- 12 avril : le Français Robert Mintkiewicz gagne le Grand Prix de Denain.
- 12 avril : le Français Hubert Linard gagne Paris-Camembert.
- 13 avril : le Belge Michel Pollentier gagne la 4e étape du Tour de Belgique Kampenhout-Fleron.
- 14 avril : l'Espagnol Vicente Lopez Carril gagne le Grand Prix du Printemps.
- 14 avril : l'Italien Vittorio Algeri gagne la 5e étape du Tour de Belgique Fleron-Jambes.
- 14 avril : le Belge Walter Planckaert gagne le classement final du Tour de Belgique.
- 16 avril : le Belge Rudy Pevenage gagne le Grand Prix E5. L'épreuve ne sera pas disputée en 1978 et reprendra en 1979.
- 17 avril : l'Italien Simone Fraccaro gagne le Circuit de la Suisse du nord-est.
- 17 avril : le Belge Roger De Vlaeminck remporte Paris-Roubaix en solitaire. Ce quatrième succès fait de lui le détenteur du record du nombre de victoires sur cette course. Cette édition est la première à prendre son départ à Compiègne et elle fut émaillée de nombreuses chutes et crevaisons . Sur l'une d'elles le Belge Freddy Maertens se trouve distancé par les autres favoris. Aussitôt il reçoit le soutien de ces deux compatriotes Michel Pollentier et Marc Demeyer qui menent une chasse très intense . Dès la jonction faite Maertens profite d'un secteur pavé pour impulser un rythme endiablé à la course. Seul derrière lui les Belges Walter Godefroot et Roger de Vlaeminck parviennent à suivre. Lorsque Maertens veut passer le relais à Godefroot, ce dernier épuisé ne réagit pas. De Vlaeminck qui n'a ni crevé ni chuté profite de cette hésitation pour démarrer sèchement, il ne sera pas repris jusqu'à la ligne d'arrivée. De l'avis général, de Vlaeminck planait sur les pavés.
- 18 avril : l'Espagnol José Antonio Gonzales Linares gagne le Circuit de Pâques à Pampelune.
- 19 avril : Bernard Hinault gagne en solitaire Gand-Wevelgem, c'est sa première victoire sur une classique. La presse belge qui ne connait pas Hinault, écrit en raison des absences des Belges Eddy Merckx, Freddy Maertens et Roger de Vlaeminck : « Au royaume des aveugles un borgne a triomphé ». Hinault promet pour la prochaine classique Liège-Bastogne-Liège qu'il ouvrira l'œil et nécessairement le bon.
- 21 avril : le Soviétique Vladimir Osokin gagne la 1re étape du circuit de la Sarthe sur le circuit de Noyen.
- 22 avril : le Français Alain Patritti gagne la 2e étape du Circuit de la Sarthe Noyen-Saint-Calais, le Soviétique Aaro Pikkus prend la tête du classement général.
- 23 avril : le Belge Adri Gevers gagne la 3e étape du Circuit de la Sarthe Saint-Calais-Coulaines.
- 24 avril : le Soviétique Aaro Pikkus gagne la 1re demi-étape contre la montre Coulaines-Bonnetable de la 4e étape du Circuit de la Sarthe, la 2e demi-étape Bonnetable-Le Mans est remportée par le soviétique Vladimir Osokin.Ce dernier gagne le classement final du Circuit de la Sarthe.
- 24 avril : laissant la presse belge sans voix, après Gand-Wevelgem, Bernard Hinault confirme en gagnant Liège-Bastogne-Liège devant Dierickx (au sprint), de Vlaeminck, Thurau, Maertens et Merckx dans cet ordre à 10 secondes. Ce champion de caractère va s'affirmer comme le plus grand cycliste de son époque.
- 26 avril : le Belge Freddy Maertens gagne le Prologue du Tour d'Espagne à La Dehesa de Campo Amor.
- 26 avril : l'Italien Marino Basso gagne la 1re étape du Tour des Pouilles.
- 27 avril : le Belge Freddy Maertens gagne au sprint la 1re étape du Tour d'Espagne La Dehesa de Campo Amor-La Manga.
- 27 avril : l'Italien Pierino Gavazzi gagne la 2e étape du Tour des Pouilles Monteroni di Lecce-Ceglie Messapico.
- 27 avril : le Français Jean Pierre Danguillaume gagne le prologue du Tour d'Indre et Loire à Tours.
- 28 avril : le Belge Freddy Maertens gagne au sprint la 2e étape du Tour d'Espagne La Manga-Murcie.
- 28 avril : l'Italien Giovanni Mantovani gagne la 3e étape du Tour des Pouilles Montemesola-Molfetta, l'Italien Pierino Gavazzi prend la tête du classement général.
- 28 avril : le Français Yvon Bertin gagne la 1re étape du Tour d'Indre et Loire Tours-Tours.
- 29 avril : la 3e étape du Tour d'Espagne Murcie-Benidorm comporte 6 cols, le leader Freddy Maertens ne se laisse pas déborder par les grimpeurs Espagnols, il doit cependant laisser filer l'Espagnol José Luis Viejo et le Néerlandais Fedor Den Hartog dans le dernier km, ce dernier s'impose à l'arrivée.
- 29 avril : l'Italien Carmine Barone gagne la 4e étape du Tour des Pouilles Molfetta-Marina Franca.
- 29 avril : l'Italien Pierino Gavazzi gagne le classement final du Tour des Pouilles.
- 29 avril : le Belge Eric de Vlaeminck gagne la 1re demi-étape de la 2e étape du Tour d'Indre et Loire Joué les Tours-Chinon, la 2e demi-étape Chinon-Joué les Tours est remportée par le Français Bernard Hinault.
- 30 avril : le Belge Michel Pollentier gagne la 4e étape contre la montre autour de Benidorm, le leader Freddy Maertens est obligé de freiner brusquement devant une spectatrice avancée au milieu de la chaussée, il chute et a du mal à s'extraire de ses cales pieds. Il perd l'étape que de 46 secondes, sans la chute, il gagnait l'étape et aurait ainsi augmenté le record de victoires qu'il va établir dans ce Tour d'Espagne.
- 30 avril : le Français Jean Pierre Danguillaume gagne la 3e étape du Tour d'Indre-et-Loire Tours-Tours, il remporte aussi le classement général final.

### Mai
- 1er mai : le Néerlandais Gerrie Knetemann gagne le Grand Prix de Francfort.
- 1er mai : le Belge Freddy Maertens gagne au sprint la 5e étape du Tour d'Espagne Benidorm-Valence.
- 1er mai : le Belge Eddy Schepers gagne le Tour Open des régions.
- 1er mai : le Belge Etienne Van Der Elst gagne le Grand Prix Hoboken.
- 2 mai : le Belge Freddy Maertens gagne au sprint la 6e étape du Tour d'Espagne Valence-Teruel, il chute cependant une fois la ligne d'arrivée franchie.
- 2 mai : l'Italien Roberto Cerutti gagne le Tour de Romagne.
- 3 mai : le Belge Freddy Maertens gagne au sprint la 7e étape du Tour d'Espagne Teruel-Urbanizacion Las Fuentes, le ménage a été fait dans le Puerto del Remolcador l'Espagnol Luis Ocana perd 20 minutes, l'Espagnol José Pesarrodona 5 minutes et le Portugais Joachim Agostinho 12 minutes, outre Maertens seuls désormais 5 coureurs peuvent prétendre à la victoire finale : les Espagnols Miguel Maria Lasa à 50 secondes, José Antonio Gonzales-Linares à 1 minute 34 secondes, l'Allemand Klaus peter Thaler à 1 minute 53 secondes, les Espagnols Domingo Perrurena à 2 minutes 5 secondes et José Luis Viejo à 2 minutes 13 secondes.
- 3 mai : le Belge Jos Jacobs gagne le Circuit des 3 Provinces Belge.
- 4 mai : le Belge Freddy Maertens dépasse le record de victoires d'étapes obtenues dans une Vuelta établi en 1973 par le Belge Eddy Merckx en remportant au sprint la 8e étape du Tour d'Espagne Urbanizacion Las Fuentes-Tortosa (il y en aura d'autres).
- 4 mai : le Belge Daniel Willems gagne Seraing-Aix-Seraing.
- 5 mai : le Belge Freddy Maertens gagne au sprint la 9e étape du Tour d'Espagne Tortosa-Salou.
- 5 mai : l'Italien Francesco Moser gagne le Tour de Toscane pour la deuxième année d'affilée.
- 5 mai : le Belge Willy Planckaert gagne le "Trèfle à 4 Feuilles " à Tournai.
- 6 mai : le Néerlandais Cees Priem rompt la série de victoires de Maertens en le battant au sprint durant la 10e étape du Tour d'Espagne Salou-Barcelone.
- 6 mai : le Néerlandais Gerrie Van Gerwen gagne la 1re étape du Tour de l'Oise. Creil-Compiègne
- 7 mai : la 11e étape du Tour d'Espagne est disputée en 2 demi-étapes sur le Circuit de Montjuich, le matin le contre la montre est remporté par le Belge Freddy Maertens, l'après-midi sur le même parcours, Freddy Maertens gagne au sprint l'épreuve en ligne.
- 7 mai : le Belge Emiel Gijsemans gagne la 2e étape du Tour de l'Oise Compiègne-Abbeville.
- 8 mai :
  - le Belge Frans Van Vlierberghe gagne le Tour du Brabant Central.
  - le Néerlandais Jan Huisjes gagne la 1re demi-étape de la 3e étape du Tour de l'Oise Abbeville-Beauvais, la 2e demi-étape Beauvais-Creil est remportée par le Belge Willy Teirlinck qui gagne aussi le classement final du Tour de l'Oise.
  - l'Italien Francesco Moser gagne le Championnat de Zurich.
  - l'Italien Gian-Battista Baronchelli gagne le Tour des Apennins.
  - la 12e étape du Tour d'Espagne Barcelone-Igualada la Tossa de Montbui est remportée par l'Italien Giuseppe Perletto après le déclassement pour sprint irrégulier du Portugais Joachim Agostinho, les deux coureurs s'étaient échappés dans cette étape montagneuse.
- 9 mai : le Belge Dirk Baerts gagne le Circuit du Tournaisis.
- 9 mai : le Belge Freddy Maertens gagne au sprint la 13e étape du Tour d'Espagne Igualada-Seo de Urgel.
- 10 mai : les Espagnols Ismael Lejarreta et Carlos Melero profitent des cols de la 14e étape du Tour d'Espagne Seo de Urgel-Monzon pour prendre 4 minutes sur le peloton, Carlos Melero est le vainqueur d'étape.
- 10 mai : l'Espagnol José Enrique Cima gagne le prologue du tour de Romandie à Fribourg.
- 11 mai : la 15 étape du Tour d'Espagne Monzon-El Formigal voit la victoire de Pedro Torres, dans l'ascension finale Freddy Maertens se paie le luxe de lâcher ses rivaux les plus dangereux. Le deuxième Miguel Maria Lasa est désormais à 2 minutes et 29 secondes de Maertens et on ne voit pas ce dernier flancher à présent que la montagne est passée.
- 11 mai : l'Irlandais Sean Kelly gagne la 1re étape du Tour de Romandie Fribourg-Courtelle.
- 11 mai : le Belge Jos Jacobs gagne la 1re étape des 4 jours de Dunkerque, Dunkerque-Grande Synthe.
- 12 mai : le Belge Freddy Maertens gagne sous la pluie un sprint dangereux et gagne la 16e étape du Tour d'Espagne El Formigal-Super Ser, il égale ainsi le record de victoires remportées par un même coureur dans l'histoire de la Vuelta que détient depuis 1941 l'Espagnol Delio Rodriguez.
- 12 mai : l'Italien Gian-Battista Baronchelli gagne la 2e étape du Tour de Romandie et prend la tête du classement général.
- 12 mai : le Belge Willy Planckaert gagne la 2e étape des 4 jours de Dunkerque, Aire sur Lys-St Quentin.
- 13 mai : en s'échappant à 70 km de l'arrivée l'Espagnol Luis Ordiales gagne la 17 étape du Tour d'Espagne Super Ser-Bilbao.
- 13 mai : le Belge René Dillen gagne la 3e étape du Tour de Romandie Locie-Bulle.
- 13 mai : le Belge Walter Godefroot gagne la 3e étape des 4 jours de Dunkerque, Saint-Quentin-Saint-Amand.
- 14 mai : l'Espagnol José Nazabal gagne la 18e étape du Tour d'Espagne Bilbao-Alto de Urquiola qui ne provoque pas de changement au classement général.
- 14 mai : l'Italien Giancarlo Bellini gagne la 1re demi-étape de la 4e étape du Tour de Romandie Bulle-Savigny, la 2e demi-étape contre la montre autour de Savigny est remportée par le Norvégien Knut Knudsen
- 14 mai : le Français Jean pierre Danguillaume gagne la 4e étape des 4 jours de Dunkerque, St Amand-Poperinge.
- 15 mai :
  - le Belge Eddy Merckx gagne le Tour de Condroz pour la deuxième fois.
  - le Belge Ludo Delcroix gagne la 5e étape du Tour de Romandie Lausanne-Genève, l'Italien Gian-Battista Baronchelli gagne le classement général final du Tour de Romandie.
  - le Belge Walter planckaert gagne devant son frère Willy la 1re demi-étape Poperinge-Dunkerque de la 5e étapes des 4 jours de Dunkerque, la 2e demi-étape contre la montre autour de Dunkerque est remportée par le Néerlandais Roy Schuiten, le Néerlandais Gerrie Knetemann gagne le classement général final des 4 jours de Dunkerque.
  - le Belge Freddy Maertens gagne au sprint la 18e étape du Tour d'Espagne Durango-Miranda de Ebro et bat le record de victoires d'étapes sur la Vuelta.
  - le Belge Freddy Maertens rentre dans le club restreint des vainqueurs d'un grand tour cycliste en gagnant le Tour d'Espagne, il remporte le prologue ainsi que 12 étapes sur 19, il porte le maillot de leader du premier au dernier jour. C'est l'apogée de sa carrière. Il gagne aussi le classement par points et l'Espagnol Pedro Torres gagne le Grand Prix de la montagne.
  - 20 mai : le Français Raymond Martin gagne le Critérium de Chardonnay (Course remarquable vu qu'elle dépasse les 200 km).
- 20 mai : le Tour d'Italie part de Naples, le Belge Freddy Maertens gagne le prologue.
- 20 mai : l'Espagnol José Nazabal gagne la 1re étape du Tour des vallées minières Mieres-Alto de Aquelles.
- 21 mai : le Belge Ludo Peeters gagne le Circuit Mandel-Lys-Escaut.
- 21 mai : le Belge Freddy Maertens gagne au sprint la 1re étape du Tour d'Italie Lago miseno-Avellino.
- 21 mai : l'Espagnol Luis Alberto Ordiales gagne la 2e étape du Tour des vallées minières Villaviciosa-Pola de Laviana.
- 22 mai :
  - le portugais Joachim Agostinho gagne la 1re demi-étape de la 3e étape du Tour des vallées minières Pola de Laviana-Alto de Pajares, la 2e demi-étape contre la montre autour de Mieres est également remportée par Joachim Agostinho, l'Espagnol José Nazabal gagne le classement général final du Tour des vallées minières.
  - le Français Raymond Delisle gagne la Polymultipliée pour la deuxième fois. Ensuite l'épreuve disparait sous ce nom pour reprendre celui de Trophée des Grimpeurs en 1979.
  - le Belge Herman Van Springel gagne Bordeaux-Paris pour la quatrième fois.
  - la 2e étape du Tour d'Italie se dispute en 2 demi-étapes, celle du matin Avellino-Foggia est gagné par Rik Van Linden, celle de l'après-midi courue sur un circuit dans la ville de Foggia voit la victoire de l'Italien Luciano Borgognoni.
  - le Britannique Sid Barras gagne Londres-Holyhead.
- 23 mai : l'Italien Simone Fraccaro gagne la 3e étape du Tour d'Italie Foggia-Isernia.
- 24 mai : la 4e étape du Tour d'Italie Isernia-Pescara est remporté par le Belge Freddy Maertens.
- 25 mai : le Belge Emiel Gijsemans gagne le Circuit de Belgique Centrale.
- 25 mai : l'irlandais Sean Kelly gagne le Circuit de l'indre.
- 25 mai : l'Italien Mario Beccia gagne la 5e étape du Tour d'Italie Pescara-Spolète Montelucco, le grimpeur Italien profite de l'arrivée au sommet du Montelucco au-dessus de Spolète pour se mettre en valeur, l'Italien Francesco Moser prend le maillot rose.
- 26 mai : le Belge Julien Stevens gagne la Flèche du Littoral nommée aussi Flèche Côtière.
- 26 mai : la 6e étape du Tour d'Italie se dispute en 2 demi-étapes, Spolète-Gabicca Mare remportée par Freddy Maertens puis un circuit dans les rues de Gabicca Mare également remportée par Freddy Maertens.
- 27 mai : le Belge Freddy Maertens gagne la 7e étape du Tour d'Italie Gabicca Mare-Forli.
- 28 mai : l'Espagnol José Nazabal gagne le Tour d'aragon.
- 28 mai : le Belge Freddy Maertens gagne la 1re demi-étape de la 8e étape du Tour d'Italie Forli-Autodrome de Mugello, l'Italien Marino Basso gagne la 2e demi-étape Autodrome de Mugello-Scarperia.
- 28 mai : le Belge André Dierickx gagne Leeuw-St Pierre.
- 28 mai : le Néerlandais Fédor Den Hartog gagne la Flèche de Liedekerke.
- 29 mai : le Belge Jean Luc Vandenbroucke gagne à Avignon le prologue du Dauphiné Libéré devant le Français Bernard Hinault.
- 29 mai : le Norvégien Knut Knudsen gagne la 9e étape contre la montre du Tour d'Italie Lucca-Pise.
- 29 mai : le Belge Frans Verbeeck gagne le Circuit du Brabant Occidental.
- 30 mai : le Français Bernard Hinault gagne au sprint la 1re étape du Dauphiné Libéré Orange-Saint-Étienne, avec la bonification, il prend la tête du classement général.
- 30 mai : l'Italien Giacinto Santambrogio gagne la 10e étape du Tour d'Italie Pise-Salmaggiore.
- 30 mai : le Néerlandais Piet Van Katwijck gagne le Circuit de Flandre Orientale.
- 30 mai : le Belge Alfons de Bal gagne la Flèche Hesbignonne.
- 31 mai : le Français Jean Pierre Danguillaume gagne la 2e étape du Dauphiné Libéré Saint-Étienne-Montceau-les-Mines.
- 31 mai : l'Italien Giuseppe Perletto gagne la 11e étape du Tour d'Italie Salmaggione-Santa margherita ligure. À la veille de la journée de repos, l'Italien Francesco Moser est maillot rose devançant le Belge Michel Pollentier de 55 secondes.

### Juin
- 1er juin : le Belge Patrick Sercu gagne au sprint la 3e étape du Dauphiné Libéré Montceau les Mines-Macon.
- 2 juin : le Belge Patrick Sercu gagne au sprint la 4e étape du Dauphiné Libéré Macon-Vienne.
- 2 juin : l'Espagnol Miguel Maria Lasa gagne la 12e étape du Tour d'Italie Santa Margherita-San Giacomo, le leader du classement général, l'Italien Francesco Moser est à la peine dans l'ascension finale et ne sauve son maillot rose que de 22 secondes face au Belge Michel Pollentier.
- 3 juin : le Belge Patrick Sercu gagne au sprint la 5e étape du Dauphiné Libéré Vienne-Valence.
- 3 juin : l'Italien Giancarlo Tartoni gagne la 13e étape du Tour d'Italie Mondovi-Varzi.
- 4 juin : le Français Bernard Hinault gagne en solitaire la 6e étape du Dauphiné Libéré Romans-Grenoble La Bastille.
- 4 juin : le Belge Marc Demeyer gagne la 14e étape du Tour d'Italie Voghera-Vincenza.
- 5 juin : le Belge Lucien Van Impe gagne la 7e étape du Dauphiné Libéré Grenoble-Annecy.
- 5 juin : l'Italien Ercole Gualazzini gagne la 15e étape du Tour d'Italie Vincenza-Trieste.
- 5 juin : le Belge Joseph Gijsemans gagne le Circuit Hageland-Campine Sud.
- 6 juin : la 16e étape du Tour d'Italie est disputée en deux demi-étapes. Trieste-Gamona del Friuli est remportée par le Belge Marc Demeyer et Gamona del Friuli-Conegliano est remportée par l'Italien Pierino Gavazzi.
- 6 juin : le Belge Patrick Sercu gagne au sprint la 1re demi-étape Annecy-Thonon-les-Bains de la 8e étape du Dauphiné Libéré, le Français Bernard Thévenet gagne la 2e demi-étape contre la montre autour de Thonon.
- 6 juin : le Français Bernard Hinault gagne un critérium du Dauphiné libéré d'anthologie avec seulement 9 secondes d'avance sur le Français Bernard Thévenet. Il remporte deux étapes, dont celle de la Chartreuse finissant à la bastille au-dessus de Grenoble. Avant la course, on se demandait pourtant qu'elles étaient ses capacités en montagne. Hinault s'échappe dans la traversée du massif de la chartreuse, dans la descente du col de Porte. Il tombe dans le fossé en contrebas, il y laisse son vélo et, avec l'aide de son directeur sportif Cyrille Guimard, il remonte sur la route, change son vélo et continue. Dans l'ascension de la Bastille, exténué, il met pied à terre, Guimard aussitôt le remet en selle. Hinault gagne et symboliquement prend la Bastille. Ses blessures le handicapent les étapes suivantes mais il parvient à conserver la victoire finale dans l'étape contre la montre pour 9 secondes face à Bernard Thévenet.
- 7 juin : la grande étape des Dolomites ne déçoit pas les attentes des suiveurs du Giro, l'Italien Giuseppe Perletto gagne la 17e étape du Tour d'Italie Conegliano-Cortina d'Ampezzo. Le Belge Michel Pollentier, habituellement équipier modèle de Freddy Maertens, se révèle un grand grimpeur et endosse le maillot rose de leader.
- 8 juin : l'Italien Gian-Battista Baronchelli tente le tout pour le tout dans les Dolomites, s'il ne parvient pas à ébranler le Belge Michel Pollentier, il gagne cependant la 18e étape du Tour d'Italie Cortina d'Ampezzo-Pinzolo.
- 9 juin : l'Italien Renato Laghi gagne la 19e étape du Tour d'Italie Pinzolo-San Pellegrino ; cette dernière étape de montagne voit l'Italien Francesco Moser encore en difficulté, il sauve sa deuxième place au classement général pour quelques secondes seulement.
- 9 juin : le Belge Franck de Gendt gagne le prologue du Tour de Luxembourg à Luxembourg.
- 9 juin : l'Espagnol Carlos Ocana gagne Subida a Arrate.
- 10 juin : l'Italien Wilmo Francioni gagne la 20e étape du Tour d'Italie San Pellegrino-Varese.
- 10 juin : le Néerlandais Piet Van Katwijk gagne la 1re étape du Tour de Luxembourg, Luxembourg-Luxembourg.
- 11 juin : le Français Régis Delépine gagne Paris-Bourges.
- 11 juin : le Belge Michel Pollentier s'impose dans la 21e étape contre la montre du tour d'Italie autour de Binago.
- 11 juin : le Belge Alfons de Bal gagne la 2e étape du tour du Luxembourg, Luxembourg-Luxembourg, le Néerlandais Gerrie Knetemann prend la tête du classement général.
- 12 juin :
  - le Belge Willy Planckaert gagne la Flèche Halloise.
  - le Néerlandais Bert Pronk gagne la 3e étape du Tour de Luxembourg Echternach-Feuebourg, il gagne aussi le classement final du tour du Luxembourg.
  - le Belge Lucien Van Impe gagne l'épreuve en ligne et la victoire finale du Trophée des cimes à Sérénac. Le Français Raymond Poulidor gagne l'étape contre la montre âgé de 41 ans.
  - l'Italien Luciano Borgognoni gagne la 22e étape du Tour d'Italie qui fait un circuit dans les rues de Milan.
  - le Belge Michel Pollentier gagne le Tour d'Italie ainsi que le contre-la-montre final devant l'Italien Francesco Moser qui gagne cependant le classement par points. L'Espagnol Faustino Fernández Ovies gagne le grand prix de la montagne. À noter au cours de la huitième étape Autodrome de Mugello-Scarperia, les abandons sur chute des Belges Rik Van Linden et Freddy Maertens, ce dernier avait déjà gagné 7 victoires en portant le maillot de leader de Naples à Spolète. Francesco Moser a porté le maillot de leader de Spolète à Cortina d'Ampezzo et Michel Pollentier de Cortina d'Ampezzo jusqu'à la victoire finale.
- 12 juin : le Belge Frans Verbeeck gagne le Circuit de Wallonie.
- 14 juin : le Belge Michel Pollentier gagne le prologue du Tour de Suisse à Baldegg.
- 15 juin : le Belge Walter Planckaert gagne Bruxelles-Ingooigem.
- 15 juin : le Belge Ludo Peeters gagne le prologue du Midi Libre.
- 15 juin : le Belge Freddy Maertens gagne la 1re étape du Tour de Suisse Baden-Widnau.
- 16 juin : l'Italien Enrico Paolini gagne la 1re étape du Midi Libre Carcassonne-Béziers.
- 16 juin : le Belge René Dillen gagne la 2e étape du Tour de Suisse Widnau-Mohlin.
- 17 juin : le Belge Alfons de Bal gagne la 2e étape du Midi-Libre Béziers-Rodez, le Français Michel Laurent prend la tête du classement général.
- 17 juin : le Belge Michel Pollentier gagne la 1re demi-étape de la 3e étape du Tour de Suisse Mohlin-Olten, la 2e demi-étape Olten- Heiligenberg est remportée.également par Michel Pollentier.
- 18 juin : l'Italien Enrico Paolini gagne la 3e étape du Midi Libre Millau-Montpellier.
- 18 juin : le Suisse Meinrad Vogele gagne la 4e étape du Tour de Suisse Olten-Meiringen.
- 18 juin : l'équipe Kas gagne le prologue disputé par équipe du Tour des Asturies
- 19 juin : le Belge Alfons de Bal gagne la 1re demi-étape de la 4e étape du Midi Libre, Port-Camargue/Bagnols-sur-Cèze, la 2e demi-étape Bagnols-sur-Cèze/La-Grand-Combe est remportée par le Français Pierre Raymond Villemiane, l'Italien Wladimir Panizza gagne le classement final du Midi Libre.
- 19 juin : le Belge Willy de Geest gagne la 5e étape du Tour de Suisse Spiez-Fiesch.
- 19 juin : l'Espagnol Javier Francisco Elorriaga gagne la 1re étape du Tour des Asturies Gijon-Llanes.
- 19 juin : le Suédois Bernt Johansson gagne le Grand Prix de Forli.
- 20 juin : le Belge Ludo Peeters gagne le prologue du Tour de l'Aude à Carcassonne.
- 20 juin : le Belge Eddy Merckx gagne la 6e étape du Tour de Suisse Fiesch-Bellinzona.
- 20 juin : l'Espagnol Vicente Lopez Carril gagne la 2e étape du Tour des Asturies Llanes-Oviedo.
- 21 juin : l'Italien Arnado Caverzani gagne la 1re étape du Tour de l'Aude Carcassonne-Limoux.
- 21 juin : le Belge Lucien Van Impe gagne la 7e étape du Tour de Suisse Bellinzona-Burglen.
- 21 juin : l'Espagnol Miguel Maria Lasa gagne la 3e étape du Tour des Asturies Oviedo-Luarca et prend la tête du classement général.
- 22 juin : le Néerlandais Joop Zoetemelk gagne la 2e étape du Tour de l'Aude Carcassonne-Cuxac Cabardes.
- 22 juin : le Belge Lucien Van Impe gagne la 8e étape du Tour de Suisse Burglen-Flumserberge.
- 22 juin : l'Espagnol José Luis Viejo gagne la 4e étape du Tour des Asturies Luarca-Villaviciosa.
- 23 juin :
  - l'Allemand Klaus Peter Thaler gagne la 1re demi-étape de la 5e étape du Tour des Asturies Villaviciosa-Gijon, la 2e demi-étape contre la montre autour de Gijon est remportée par l'Espagnol José Antonio Gonzales Linares, l'Espagnol Miguel Maria Lasa gagne le classement final tour des Asturies.
  - le Belge Willy Teirlinck gagne la 3e étape du Tour de l'Aude Narbonne-Carcassonne, le Français Jean-Pierre Danguillaume gagne le classement final du tour de L'Aude.
  - le Suisse Bruno Wolfer gagne la 1re demi-étape de la 9e étape du Tour de Suisse Flumserberge-Effretikon, le Belge Michel Pollentier gagne la 2e demi-étape contre la montre sur le circuit de Effretikon, il gagne aussi le classement général final du Tour de Suisse.
  - le Belge Frans Van Looy gagne Rebecq-Rognon.
- 24 juin : le Britannique Phil Thomas gagne le Manx Trophy.
- 26 juin : l'Italien Enrico Paolini gagne le Tour de Campanie, cette épreuve désigne le vainqueur comme Champion d'Italie (la fédération italienne de cyclisme plutôt que d'organiser un championnat d'Italie sur route désignait dans ces années là une épreuve du calendrier différente chaque année pour désigner le Champion d'Italie). C'est la troisième victoire de Paolini dans cette épreuve
- 26 juin : le Néerlandais Fédor Den Hartog devient champion des Pays-Bas sur route.
- 26 juin : l'Espagnol Manuel Esparza Sanz devient champion d'Espagne sur route.
- 26 juin : le Luxembourgeois Lucien Didier devient champion du Luxembourg sur route.
- 26 juin : l'Allemand Jurgen Kraft devient champion de RFA sur route.
- 26 juin : le Suisse Roland Salm devient champion de Suisse sur route pour la quatrième fois d'affilée.
- 26 juin : le Britannique Philip Edwards devient champion de Grande-Bretagne sur route.
- 26 juin : le Belge Michel Pollentier devient champion de Belgique sur route.
- 26 juin : le Français Marcel Tinazzi pour sa première année de professionnalisme devient champion de France sur route à Château-Chinon. La course a été très animée et le circuit de 19 KM à parcourir 13 fois dans le massif du Morvan s'est avéré difficile. Alors qu'il était dans le groupe des échappés Bernard Hinault a été éliminé sur crevaison à 2 tours de la fin, vu le rythme de l'épreuve il lui a été impossible de revenir en tête de la course. Dans le dernier tour Michel Laurent attaque dans la côte de Pont-Charrot et prend 50 mètres d'avance mais il a choisi un trop gros braquet qu'il ne peut enrouler et se fait rejoindre à 2 KM de l'arrivée. Marcel Tinazzi qui s'est accroché toute l'épreuve en tête de la course se fait décrocher dans la dernière ascension de la côte de Pont-Charrot mais sitôt arrivé au sommet de la côte il met son plus gros braquet et fond sur les hommes de tête qui le croient éliminé. Il les rejoint alors que le sprint final est engagé et dans son élan irrésistiblement dépasse les autres concurrents étonnés de le voir revenir et franchit la ligne d'arrivée avec une longueur d'avance sur son équipier René Bittinger et Alain Chalmel et deux longueurs d'avance sur Michel Laurent.
- 30 juin : le Tour de France part de Fleurance, le prologue est remporté par l'Allemand Dietrich Thurau de 4 secondes devant le Néerlandais Gerrie Knetemann 2eme et 8 secondes devant le Belge Eddy Merckx 3eme.

### Juillet
- 1er juillet : le Français Pierre-Raymond Villemiane gagne l'un des plus probant sprint de sa carrière en gagnant la 1re étape du Tour de France Fleurance-Lectoure-Auch devant le gratin du sprint international, 2eme le Français Jacques Esclassan, 3eme le Belge Wilfried Wesemael. Peu de jours après la ville de Auch va être frappé par une cruelle inondation. Le Français Jacques Esclassan qui a gagné l'étape volante à Lectoure prend le maillot vert.
- 2 juillet : la 2e étape du Tour de France Auch-Pau aborde les Pyrénées en empruntant les cols d'Aspin, du Tourmalet et de l'Aubisque. Les favoris se neutralisent et arrivent groupés à Pau, l'Allemand Dietrich Thurau l'emporte au sprint, de ce fait il endosse le maillot vert qu'il va porter en plus des maillot jaune et blanc de meilleur jeune jusqu'à Seignosse le Penon. Le Français Pierre-Raymond Villemiane est 2eme et le Belge Eddy Merckx 3eme puis tous les autres favoris même temps. Cette étape de montagne tronquée maintient tous les favoris dans des temps très serrés de ce fait la course va être cadenassée jusqu'à Morzine.
- 3 juillet : l'Espagnol José Nazabal gagne la 3e étape du Tour de France Oloron St-Marie-Vitoria en Espagne, il profite de l'atonie du peloton pour franchir en solitaire la ligne d'arrivée située devant l'usine de son employeur "Kas", le sprint du peloton est remporté par le Belge Rik Van Linden 2eme devant le Belge Patrick Sercu 3eme.
- 4 juillet : le Français Régis Délépine gagne la 4e étape du Tour de France Vitoria-Seignosse le Penon en réglant au sprint ses 6 compagnons d'échappée, 2eme le Belge José de Cauwer, 3eme l'Italien Luigi Castelleti. Suivent d'autres coureurs intercalés et le Français Jacques Esclassan 9eme à 3 minutes 52 secondes remporte le sprint du peloton.
- 5 juillet : l'Italien Giancarlo Tartoni gagne le Grand Prix de Larciano.
- 5 juillet : le Français Jacques Esclassan, qui la veille a endossé le maillot vert, gagne au sprint la première demi-étape de la 5e étape du Tour de France Morcenx-Bordeaux, 2eme le Néerlandais Gerben Karstens, 3eme le Belge Patrick Sercu.
- la deuxième demi-étape contre la montre sur le circuit du lac à Bordeaux est gagnée par l'Allemand Dietrich Thurau avec 50 secondes d'avance sur le Belge Eddy Merckx, 3eme le Néerlandais Gerrie Knetemann à 1 minute 5 secondes, 4eme le Français Bernard Thevenet à 1 minute 6 secondes, 5eme le Belge Joseph Bruyère à 1 minute 9 secondes, 6eme le Néerlandais Hennie Kuiper à 1 minute 17 secondes, 7eme le Français Michel Laurent à 1 minute 21 secondes. Le Français Alain Meslet termine 10eme à 1 minute 34 secondes, le Néerlandais Joop Zoetemelk finit 12eme à 1 minute 49 secondes et le Belge Lucien Van Impe arrive 17eme à 1 minute 58 secondes.  Au classement général, avant la journée de repos du lendemain, Thurau conforte son maillot jaune en devançant au général, Merckx de 58 secondes et Bernard Thévenet de 1 minute et 25 secondes. Michel Laurent est 4eme à 1 minute 34 secondes, 5eme Kuiper à 1 minute 49 secondes, 6eme Meslet à 2 minutes 6 secondes, 7eme Zoetemelk à 2 minutes 7 secondes, 8eme Van Impe à 2 minutes 12 secondes.
- 7 juillet : le Néerlandais Jan Raas gagne en solitaire la 6e étape du Tour de France Bordeaux-Limoges, 2eme à 10 secondes l'Allemand Klaus Peter Thaler qui remporte le sprint du peloton devant l'Italien Giacinto Santambrogio 3eme.
- 8 juillet : le Belge Patrick Sercu fait enfin valoir sa pointe de vitesse sur le Tour de France en gagnant la première demi-étape de la 7e étape entre Jaunay-Clan et Angers, 2eme le Néerlandais Théo Smit, 3eme l'Allemand Klaus Peter Thaler puis tout le peloton.
- La deuxième demi-étape courue en contre la montre par équipes autour de Angers voit la victoire de la formation Fiat devant l'équipe Peugeot 2eme à 11 secondes et l'équipe Ti Raleigh (Ti veut dire think it) 3eme à 28 secondes. Cela permet au Belge Eddy Merckx leader de cette équipe de revenir à 51 secondes de l'Allemand Dietrich Thurau au classement général, 3eme  le Français Bernard Thevenet à 1 minute 22 secondes.
- 9 juillet : l'Italien Giacinto Santambrogio règle au sprint un groupe de 10 échappés et gagne la 8e étape du Tour de France Angers-Lorient, 2eme le Français Bernard Bourreau, 3eme le Belge Joseph Bruyére tous même temps. D'autres hommes sont intercalés et le Britannique Barry Hoban 11eme à 11 secondes remporte le sprint du peloton.
- 10 juillet : l'Italien Luciano Borgognoni gagne Milan-Vignola.
- 10 juillet : durant la 9e étape du Tour de France Lorient-Rennes une chute fait perdre 1 minute et 30 secondes au Néerlandais Joop Zoetemelk, et aux Français Michel Laurent et Raymond Delisle. C'est l'Allemand Klaus Peter Thaler qui remporte l'étape au sprint, 2eme l'Italien Giacinto Santambrogio, 3eme le Belge Willy Teirlinck. Au classement général, 1er l'Allemand Dietrich Thurau, 2eme le Belge Eddy Merckx à 51 secondes, 3eme le Français Bernard Thevenet à 1 minute 22 secondes, 4eme le Néerlandais Hennie Kuiper à 1 minute 40 secondes, 6eme le Français Alain Meslet à 2 minutes 9 secondes, 7eme le Belge Lucien Van Impe à 2 minutes 15 secondes, 8eme Michel Laurent à 2 minutes 52 secondes, Zoetemelk est 10eme à 3 minutes 40 secondes. Le Belge Rik Van Linden s'empare du maillot vert du classement par point.
- 11 juillet : le Néerlandais Fédor Den Hartog sort du peloton à 21 km de l'arrivée de la 10e étape du Tour de France Bagnoles-de-l'Orne-Rouen, il résiste au peloton et pour 20 secondes s'impose sur la ligne d'arrivée, le Français Jean Pierre Danguillaume 2eme à 20 secondes remporte le sprint du peloton devant le Français Jean Chassang 3eme.
- 12 juillet : le Français Jean-Pierre Danguillaume gagne la 11e étape du Tour de France Rouen-Roubaix en jaillissant du peloton à 800 m de l'arrivée, 2eme à 7 secondes le Néerlandais Roy Schuiten qui remporte le sprint du peloton devant le Belge Patrick Sercu 3eme.
- 13 juillet : le Belge Patrick Sercu le sprinter gagne en solitaire la 12e étape du Tour de France Roubaix-Charleroi. Au passage, il décroche la super prime du Tour de 13 000 FF. Le Français Jacques Esclassan 2eme à 6 minutes 23 secondes remporte le sprint du peloton devant le Belge Rik Van Linden 3eme. À la veille de la deuxième journée de repos, l'Allemand Dietrich Thurau est toujours maillot jaune, le Belge Eddy Merckx est deuxième à 51 secondes et le Français Bernard Thévenet troisième à 1 minute et 22 secondes.
- 14 juillet : l'Italien Giuseppe Saronni gagne le Tour de Sicile qui sort de son sommeil. Cette course reprendra en 1980 sous le nom de Tour de l'Etna.
- 15 juillet : la 13e étape du Tour de France se dispute en 2 demi-étapes, la première en Circuit à Fribourg en Allemagne est gagnée au sprint par le Belge Patrick Sercu, 2eme le Belge Rik Van Linden, 3eme l'Allemand Dietrich Thurau.
- La deuxième demi-étape Altkirch-Besançon voit Jean Pierre Danguillaume s'imposer sur le vélodrome de Besançon devant ses 2 compagnons d'échappée, le Néerlandais Bernt Pronk 2eme et l'Espagnol Vicente Lopez Carril 3eme. L'Allemand Klaus Peter Thaler 4eme à 1 minute 21 secondes remporte le sprint du peloton.
- 16 juillet : le Français Bernard Quilfen signe un véritable exploit en gagnant la 14e étape du Tour de France Besançon-Thonon les Bains après une échappée solitaire de 222 km, 2eme à 3 minutes 14 secondes le Français Jacques Esclassan qui remporte le sprint du peloton devant l'Allemand Dietrich Thurau 3eme. Jacques Esclassan reprend le maillot vert pour 4 points devant le Belge Rik Van Linden. Pas de changement en tête du classement général.
- 16 juillet : le Néerlandais Adri Schipper gagne le Circuit du Sud-Ouest Belge.
- 17 juillet : le Belge Ludo Peeters gagne la première édition du Championnat de la province d'Anvers.
- 17 juillet : le Belge Paul Wellems gagne en solitaire la première demi-étape Thonon-Morzine de la 15e étape du Tour de France, 2eme l'Italien Glauco Santoni à 3 minutes 1 secondes, 3eme l'Italien Giacinto Santambrogio à 3 minutes 6 secondes et l'Allemand Klaus Peter Thaler 4eme à 3 minutes 8 secondes remporte le sprint du peloton.
- le Belge Lucien Van Impe gagne la deuxième demi-étape contre la montre en côte Morzine-Avoriaz après le déclassement pour dopage du Néerlandais Joop Zoetemelk qui l'avait devancé de 45 secondes, 2eme le Français Bernard Thévenet à 20 secondes, 3eme le Français Michel Laurent à 22 secondes, 4eme le Néerlandais Gerrie Knetemann à 23 secondes, Le Néerlandais Hennie Kuiper est 8eme à 51 secondes, le Belge Eddy Merckx finit 10eme à 1 minute 16 secondes, et l'Allemand Dietrich Thurau arrive 15eme à 1 minute 53 secondes. Au classement général, Thevenet prend le maillot jaune, 2eme Thurau à 11 secondes, 3eme Merckx à 25 secondes, 4eme Van Impe à 33 secondes, 5eme Kuiper à 49 secondes, 6eme Laurent à 1 minute 32 secondes. À noter qu'au soir du 17 juillet Zoetemelk, qui n'a pas encore été déclassé, est 6eme à 1 minute 13 secondes. Ensuite il sera classé dernier de l'étape avec 10 minutes de pénalisation.
- 18 juillet : la 16e étape du Tour de France Morzine-Chamonix voit la fin des espoirs de victoire finale pour le Belge Eddy Merckx qui n'avait le matin que 25 secondes de retard sur le maillot jaune Français Bernard Thévenet. Dans le col de la Forclaz le Belge se fait distancer et arrive avec un retard de 2 minutes et 37 secondes à Chamonix. Les autres favoris sont arrivés groupés, l'Allemand Dietrich Thurau l'a emporté au sprint, 2eme l'Espagnol Sebastian Pozo, 3eme le Néerlandais Joop Zoetemelk, 4eme le Français Bernard Thevenet, 5eme le Belge Lucien Van Impe, 9eme le Néerlandais Hennie Kuiper tous même temps, 13eme Merckx à 2 minutes 37 secondes, 14eme le Français Michel Laurent même temps. Au classement général : 1er Thevenet, 2eme Thurau à 11 secondes, 3eme Van Impe à 33 secondes, 4eme Kuiper à 49 secondes, 5eme Zoetemelk (pas encore déclassé) à 1 minute 13 secondes. Merckx est 7eme à 3 minutes 2 secondes, Laurent est 9eme à 4 minutes 9 secondes.
- 19 juillet le Néerlandais Hennie Kuiper gagne la 17e étape du Tour de France Chamonix-Alpe d'Huez qui emprunte les cols de la Madeleine, du Glandon et l'ascension finale à l'Alpe-d'Huez, le Belge Lucien Van Impe a été le grand animateur du jour. Il a attaqué dans le col du Glandon qu'il a franchi avec 1 minute 25 secondes d'avance sur Kuiper mais aussi le Français Bernard Thévenet et le Néerlandais Joop Zoetemelk. Dans la vallée, Van Impe creuse l'écart et arrive au pied de l'Alpe d'Huez avec 2 minutes 45 secondes d'avance sur ses poursuivants, il est virtuellement maillot jaune. Dans l'ascension son avance diminue, de plus Kuiper a démarré à 5 km du sommet laissant sur place Thévenet et Zoetemelk. À 4 km de l'arrivée une voiture de TF1 qui couvre le tour de France accroche Van Impe qui tombe et se trouve pris dans ses cales pieds. Il se relève repart mais il doit s'arrêter car sa roue arrière est voilée. À ce moment-là Kuiper le rejoint, le double et s'envole vers la victoire d'étape. Derrière Thévenet veut sauver son maillot jaune, il décroche Zoetemelk et rattrape et double Van Impe qui a dû attendre son directeur sportif Henri Anglade pour changer sa roue. À l'arrivée Kuiper gagne avec 41 secondes d'avance sur Thévenet 2eme et 2 minutes 6 secondes sur Van Impe 3eme. L'espagnol Francisco Galdos auteur d'un bon retour prend la 4e place à 2 minutes 59 secondes du vainqueur, Zoetemelk est 5e à 4 minutes. Le Français Michel Laurent perd tout espoir de podium est terminant 9eme à 9 minutes 29 secondes, l'Allemand Dietrich Thurau également en finissant 17eme à 12 minutes 32 secondes. Le Belge Eddy Merckx arrive 20eme à 13 minutes 51 secondes, tout le monde pense que c'est le crépuscule de sa carrière, mais paradoxalement son retard au pied de l'Alpe d'Huez était beaucoup plus important. (L'allégation disant qu'il a le mieux grimpé l'ascension finale est à confirmer, merci de renseigner sur son retard au bas de l'ascension qui serait d'un quart d'heure). Au classement général Thévenet sauve son maillot jaune pour 8 secondes devant le deuxième Kuiper, Van Impe est troisième à 1 minute 58 secondes seuls ces 3 coureurs peuvent encore prétendre à la victoire finale.
- 20 juillet : La confirmation par Félix Lévitan directeur du Tour de France de l'élimination du groupe de coureurs arrivés hors délai la veille est donnée. Même si le nombre de coureurs concernés dépasse 10 % du peloton. La veille à l'Alpe d'Huez plus de trente coureurs sont arrivés bien après les délais impartis. Vu leur nombre ils pensaient être repêchés comme le règlement le permet. Mais Félix Lévitan a considéré que les coureurs en question avait abusé de leur nombre pour traînasser en route. Il a affirmé que le repêchage était il est vrai possible mais n'était pas une obligation du règlement et que en conséquence il ne l'exerçait pas. L'équipe Peugeot perd Georges Talbourdet, Patrick Beon et Régis Delépine, mais Maurice de Muer leur directeur sportif ne porte pas réclamation. Il faut dire que parmi les éliminés figurent Patrick Sercu et Rik Van Linden à la lutte avec Jacques Esclassan pour le maillot vert. Cette élimination ôte à ce dernier tous les concurrents direct pour le gain de ce maillot.
- 20 juillet : le Belge Eddy Merckx refuse le gain de la 18e étape du Tour de France Voiron-Saint-Étienne, il estime qu'étant arrivé troisième, il ne mérite pas d'être déclaré vainqueur, un champion comme lui estime ne mériter la victoire qu'en franchissant la ligne d'arrivée le premier. Le Portugais Joachim Agostinho arrivé premier et l'Espagnol Antonio Menendez arrivé deuxième ont tous les deux été déclassés pour dopage. Cette étape est donc la seule dans l'histoire du Tour de France à ne pas être attribuée.
- 21 juillet : durant la 19e étape du Tour de France Saint-Étienne-Dijon, le Néerlandais Hennie Kuiper s'échappe et possède même jusqu'à 28 secondes d'avance, il est virtuellement leader au général, le Français Bernard Thévenet rallie ses équipiers de l'équipe Peugeot pour sauver son maillot jaune. Dès la jonction faite avec Kuiper, ses compatriotes Gerrie Knetemann et Cees Bal sortent du peloton, Knetemann s'impose au sprint, 2eme Bal à 1 seconde, 3eme à 56 secondes le Néerlandais Gerben Karstens qui remporte le sprint du peloton.
- 22 juillet : le Néerlandais Hennie Kuiper ne parvient pas dans la 20e étape contre la montre du Tour de France autour de Dijon a comblé son retard de 8 secondes sur le Français Bernard Thévenet vainqueur de l'étape, il est 3eme et perd 28 secondes supplémentaires sur le Français, il est même devancé par l'Allemand Dietrich Thurau 2eme à 23 secondes. Le Belge Lucien Van Impe 8eme perd lui 1 minutes 24 secondes sur Thévenet, au classement général, ce dernier possède 36 secondes d'avance sur Kuiper 2eme et 3 minutes 22 secondes sur Van Impe 3eme.
- 22 juillet : le Belge André Dierickx gagne St Kwintens-Lennik.
- 23 juillet : le Néerlandais Hennie Kuiper joue son va tout dans la 21e étape du Tour de France Montereau-Versailles, dans les côtes de la vallée de Chevreuse, il attaque le maillot jaune Bernard Thévenet qui s'emploie à préserver les 36 secondes qui le séparent de Kuiper. Sitôt les attaques de Kuiper jugulées, le Néerlandais Gerrie Knetemann s'échappe et gagne, au sprint, l'étape devant son compatriote Joop Zoetemelk 2eme et le Français Michel Laurent 3eme ses 2 compagnons d'échappée. Le Français Guy Sibille 4eme à 19 secondes remporte le sprint du peloton.
- 23 juillet : l'Italien Giovanni Battaglin gagne le Grand Prix de Montelupo.
- 24 juillet : le Tour de France arrive à Paris, la 22e étape est disputée en 2 demi-étapes : 
  - le matin, un contre la montre de 6 km sur les Champs-Élysées remporté par l'Allemand Dietrich Thurau, 2eme  le Néerlandais Gerrie Knetemann à 3 secondes, 3eme le Français Bernard Thevenet à 6 secondes, 7eme le Belge Lucien Van Impe à 16 secondes, 8eme le Néerlandais Hennie Kuiper à 18 secondes. Au classement général : 1er Thevenet, 2eme Kuiper à 48 secondes, 3eme Van Impe à 3 minutes 32 secondes.
  - l' après midi, une épreuve en ligne de 90 km sur le même parcours que le matin qui est remporté par le Français Alain Meslet en solitaire sous la pluie, 2eme le Néerlandais Gerben Karstens à 49 secondes, 3eme à 54 secondes le Britannique Barry Hoban qui remporte le sprint du peloton. Les pavés mouillés provoquent différentes chutes, le Belge Joseph Bruyère est pris dans l'une d'elles sur le quai du Louvre et se blesse sévèrement, il est obligé d'abandonner à quelques encablures de la ligne d'arrivée. La rigueur du règlement fait qu'il ne sera pas classé au général. C'est un cas unique dans l'Histoire du Tour de France.
- 24 juillet : le Français Bernard Thévenet gagne le Tour de France ainsi que le contre-la-montre de Dijon. Le Néerlandais Hennie Kuiper est second à 48 secondes, le Belge Lucien Van Impe est troisième à 3 minutes 32 secondes et il remporte aussi, pour la quatrième fois, le Grand Prix de la montagne. Le Français Jacques Esclassan gagne le classement par points, l'Allemand Dietrich Thurau remporte le classement du meilleur jeune en portant le maillot de leader de Fleurance à Avoriaz. Bernard Thévenet a porté le maillot de leader d'Avoriaz jusqu'à la victoire finale.
- 27 juillet : le Portugais José Freitas Martins gagne Saragosse-Sabinanigo.
- 31 juillet : l'Espagnol Vicente López Carril gagne le Grand Prix de Villafranca.
- 31 juillet : l'Italien Wilmo Francioni gagne le Trophée Mattéotti.

### Août
- 1er août : l'Allemand Dietrich Thurau gagne le Grand Prix du canton d'Argovie.
- 2 août : le Belge Marc Demeyer gagne le Grand Prix de l'Escaut.
- 7 août : l'Italien Francesco Moser gagne le Tour de l'Ombrie pour la troisième fois.
- 7 août : comme l'an dernier l'Espagnol Francisco Galdos gagne le Tour de Cantabrie. C'est sa troisième victoire en tout dans cette épreuve.
- 14 août : l'équipe Ti Raleigh gagne le prologue du Tour des Pays-Bas à Alkmaar.
- 14 août : l'Espagnol Javier Francisco Elorriaga gagne les 3 jours de Leganes.
- 15 août : le Néerlandais Gerben Karstens gagne la 1re étape du Tour des Pays-Bas Alkmaar-Heerenven.
- 15 août : l'Allemand Dietrich Thurau gagne le Grand Prix de Dortmund.
- 16 août : le Néerlandais Piet Van Katwijk gagne la 2e étape du Tour des Pays-Bas Heerenven-Nimègue.
- 17 août : le Belge Freddy Maertens gagne la 3e étape du Tour des Pays-Bas Hoogerheide-Goes.
- 18 août : le Belge Ludo Peeters gagne la 4e étape du Tour des Pays-Bas Goes-Budel.
- 18 août : le vétéran italien Franco Bitossi gagne le Grand Prix de Latérina.
- 19 août : le Belge Rudy Pevenage gagne la 5e étape du Tour des Pays-Bas Budel-Heerlerheide
- 19 août : le Néerlandais Bert Pronk gagne le classement final du Tour des Pays-Bas.
- 20 août : l'Italien Claudio Bortolotto gagne le Grand Prix du Prato.
- 23 août : le Belge Frans Verbeeck gagne Druivenkoers-Overijse
- 23 août : le Belge Herman Vrijders gagne le Grand Prix de la ville de Zottegem.
- 23 août : le Français Jacques Bossis gagne le Grand Prix de Plouay.
- 25 août : l'Italien Francesco Moser gagne la coupe Agostini.
- 25 août : le Français Bernard Hinault gagne la 1re étape du tour du limousin Brive-Tulle.
- 26 août : l'Italien Carmelo Barone gagne la Trophée Bernocchi.
- 26 août ; le Français Francis Campaner gagne la 2e étape du Tour du limousin Tulle-Limoges.
- 27 août : l'Italien Giuseppe Saronni gagne les 3 vallées Varésines.
- 27 août : l'Espagnol Bernardo Alfonsel gagne le Grand Prix de Llodio.
- 27 août : le Français Pierre-Raymond Villemiane gagne la 3e étape du Tour du Limousin Limoges-Gueret.
- 28 août : le Belge Freddy Maertens gagne le Tour de Zélande Centrale.
- 28 août : le Français Jean Pierre Danguillaume gagne la 4e étape du Tour du Limousin Gueret-Brive.
- 28 août : le Français Bernard Hinault gagne le classement final du Tour du Limousin pour la deuxième année d'affilée.
- 30 août : le Belge Emiel Gijsemans gagne la Coupe Sels.
- 30 août : le Français Antoine Guttierez gagne la Route Nivernaise.
- 24-30 août : championnats du monde de cyclisme sur piste à San Cristobal (Venezuela). Le Japonais Koïchi Nakano est champion du monde de vitesse professionnelle. L'Allemand de l'est Hans Jürgen Geschke est champion du monde de vitesse amateur. L'Allemand Gregor Braun est champion du monde de poursuite professionnelle. L'Allemand de l'est Norbert Durpisch est champion du monde de poursuite amateur.

### Septembre
- 3 septembre : à San Cristobal (Venezuela) la Française Josiane Bost devient championne du monde de cyclisme en s'imposant en solitaire devant l'Américaine Connie Carpenter et la Néerlandaise Minnie Brinkhoff. Une semaine plus tard, un triomphe lui est réservé à Villars-de-Lans, elle est escortée à vélo par Louison Bobet, Jean-Claude Killy, Léo Lacroix et Guy Périllat. Dans la vie, Josiane Bost est rempailleuse de chaise à Percy-les-Forges dans la Saône-et-Loire non loin de chez Bernard Thévenet, elle a déclaré en souriant que c'est en recevant le dossard 51 (le même que portait Thévenet lorsqu'il a gagné le tour 75) qu'elle a senti que ce serait son jour de gloire.
- 3 septembre : à San Cristobal l'Italien Claudio Corti devient champion du monde amateur sur route.
- 4 septembre : à San Cristobal l'Italien Francesco Moser devient champion du monde au sprint devant l'Allemand Dietrich Thurau, l'Italien Franco Bitossi décroche la médaille de bronze. L'épreuve a été disputée sur un circuit de 17 KM à parcourir 15 fois et sous une pluie continuelle. L'allemand Dietrich Thurau a été le grand animateur de la course, c'est lui qui provoque l'échappée décisive à laquelle prennent part le Belge Freddy Maertens, le Français Bernard Hinault et l'Italien Francesco Moser. Lorsque Hinault veut donner le relais à Maertens celui ci marque une hésitation, c'est encore Thurau qui attaque aussitôt entrainant dans son sillage le seul Moser. Les deux hommes ne seront plus repris. Le plus rapide au sprint est censé être Thurau, il lance le sprint à 300 mètres de la ligne d'arrivée mais trop prodigue de ses efforts pendant toute la journée il ne peut empêcher Moser de le dépasser à 60 mètres de l'arrivée. À noter que pour la première fois depuis le début de l'histoire des championnats du monde le champion de France en titre (Marcel Tinazzi) n'est pas sélectionné dans l'équipe de France, cette injustice marquera beaucoup le coureur.
- 5 septembre : le Français Ferdinand Julien gagne le Grand Prix de la ville de Lausanne.
- 7 septembre : le Belge Frans Van Looy gagne le Grand Prix de Brasschaat.
- 7 septembre : le Belge Freddy Maertens gagne le prologue du Tour de Catalogne à Sitges.
- 8 septembre : le Belge Freddy Maertens gagne la 1re étape du Tour de Catalogne Sitges-Balaguer.
- 9 septembre : l'Espagnol José Enrique Cima gagne la 2e étape du Tour de Catalogne Montgay- col de la Botella-Andorre et prend la tête du classement général.
- 10 septembre : le Belge Freddy Maertens gagne la 1re demi-étape de la 3e étape du Tour de Catalogne Oliano-Manjera, la 2e demi-étape Manreja-Barcelone est également remportée par Freddy Maertens.
- 10 septembre : le Belge Walter Godefroot gagne Hyon-Mons.
- 11 septembre : le Néerlandais Joop Zoetemelk gagne la 1re demi-étape de la 4e étape du Tour de Catalogne Ciudadella-Montetoro, la 2e demi-étape Marcadal-Mahon est remportée par le Belge Freddy Maertens.
- 11 septembre : le Belge Jean Luc Vandenbroucke gagne le Grand Prix de Fourmies pour la deuxième année d'affilée.
- 12 septembre : le Belge Johan de Muynck gagne la 5e étape du Tour de Catalogne Monoada-Playa de Oro.
- 13 septembre : l'Espagnol Enrique Martinez Heredia gagne la 6e étape du Tour de Catalogne Playa de Oro-La garriga
- 14 septembre :
  - l'Italien Giuseppe Saronni gagne le Tour du Frioul.
  - le Belge Freddy Maertens gagne la 1re demi-étape contre la montre de la 7e le Tour de Catalogne La garriga-Granolers, la 2e demi-étape Granolers-Sitges est remportée par l'Italien Giuseppe Perletto. Freddy Maertens gagne le classement général final du Tour de Catalogne en remportant le prologue et 5 étapes, il semblerait s'être remis de sa chute durant le Giro, cette victoire lui assurera d'être le lauréat du trophée Super-Prestige Pernod pour la deuxième fois d'affilée.
- 15 septembre : le Belge Frans Verhaegen gagne le Championnat des Flandres.
- 17 septembre :
  - le Belge Rik Van Linden également ne se ressent plus de sa chute au Giro, il gagne Milan-Turin.
  - le Néerlandais Joop Zoetemelk gagne le Grand Prix d'Isbergues pour la deuxième fois.
- 18 septembre : le Belge Roger de Vlaeminck gagne le Tour du Piémont.
- 18 septembre : le Belge Walter Planckaert gagne le Grand Prix jef Scherens.
- 18 septembre : le Belge Paul Wellems gagne le Grand Prix d'Orchies. Cette épreuve disparait du calendrier cycliste après cette ultime édition.
- 21 septembre : le Belge Ludo Peeters gagne Paris-Bruxelles. Il s'échappe dans la côte de Alsenberg et arrive à Bruxelles en conservant 7 secondes sur ces poursuivants.
- 22 septembre : l'Espagnol Rafaël Ladron de Guevara gagne le Tour de La Rioja.
- 22 septembre : l'Italien Francesco Moser gagne le Tour du Latium.
- 26 septembre : l'Italien Franco Bitossi gagne le Grand Prix de Camaiore.
- 29 septembre : le Belge Marc Demeyer gagne le Circuit du Houtland.
- 29 septembre : le Néerlandais Joop Zoetemelk gagne Tours-Versailles. Le peloton a explosé dans les ascensions des côtes de la vallée de Chevreuse. Dans la dernière, la côte de la madeleine, les néerlandais Hennie Kuiper, Joop Zoetemelk et le Belge Johan de Muynck s'échappent. Dans le sprint final Zoetemelk s'impose sans problème.
- 30 septembre : le Belge Marc Demeyer gagne le Circuit des frontières.

### Octobre
- 1er octobre :
  - le Français Bernard Hinault gagne le Grand Prix des Nations, il est le lauréat du trophée prestige Pernod pour la deuxième année d'affilée,.
  - l'Italien Giuseppe Saronni gagne le Tour de Vénétie.
- 3 octobre : l'Italien Mario Beccia gagne le Tour d'Émilie.
- 8 octobre : l'Italien Gianbattista Baronchelli gagne le Tour de Lombardie. L'Italien échappé avec le Belge Ronald de Witte se débarrasse de ce dernier dans la côte de San Fermo della Battaglia pour franchir la ligne d'arrivée en solitaire. La course s'est déroulé sous un déluge de pluie et dans un froid glacial, dans ces conditions dantesques seuls 26 coureurs terminent la course. Seules les équipes Brooklyn et Flandria finissent avec 4 équipiers. Outre le Belge Freddy Maertens pour Flandria, trois néo professionnels, l'Irlandais Sean Kelly et les (seuls) Français René Bittinger et Marcel Tinazzi rejoignent l'arrivée. Ce dernier Champion de France en titre s'affirme comme un équipier solide et prend sa revanche après sa non sélection pour le championnat du monde à San Cristobal. Les trois néo professionnels seront sélectionnés par Flandria pour courir le prochain Tour de France.
- 9 octobre : le Néerlandais Joop Zoetemelk gagne le classement final de "A travers Lausanne " pour la troisième fois d'affilée., il gagne aussi l'épreuve en ligne et l'épreuve contre la montre.
- 11 octobre : le Belge Frans Van Looy gagne le grand prix de clôture connu aussi sous le nom de Putte-Kapellen pour la deuxième fois.
- 11 octobre : le Belge Willy Teirlinck gagne la 1re étape de l'étoile des espoirs Bayonne-Biarritz.
- 12 octobre le Français Gérard Simonot gagne la 1re demi-étape de l'étoile des espoirs Biarritz-Sauveterre du Béarn, la 2e demi-étape contre la montre autour de Sauveterre du Béarn est remportée par le Français Bernard Hinault. L'Allemand Gregor Braun prend la tête du classement général.
- 12 octobre : le Français Bernard Thévenet gagne la course de côte de Montjuich.
- 13 octobre : l'Espagnol Eulalio Garcia gagne la 3e étape de l'étoile des espoirs Sauveterre-de-Béarn-Mont-de-Marsan.
- 14 octobre : l'Irlandais Sean Kelly gagne la 4e étape de l'étoile des espoirs Mont-de-Marsan-Cap-Breton.
- 15 octobre : le Français Hubert Arbes gagne la 5e étape de l'étoile des espoirs Cap-Breton-Dax, le Belge Jean Luc Vandenbroucke gagne le classement général final de l'étoile des espoirs pour la deuxième année d'affilée, le Français Pierre-Raymond Villemiane est le lauréat de la promotion Pernod.
- 16 octobre : la paire Italo/Suédoise Carmelo Barone-Bernt Johansson gagne le Trophée Baracchi.
- 24 octobre : Freddy Maertens gagne la Ronde des Champions à Longchamps disputée sous forme de sprints et de points au bénéfice de la lutte contre le cancer.

## Principales naissances
- 1er janvier : Haimar Zubeldia, cycliste espagnol.
- 4 janvier : David Millar, cycliste britannique.
- 17 janvier : Luca Paolini, cycliste italien.
- 14 février : Cadel Evans, cycliste australien.
- 18 janvier : Jean-Patrick Nazon, cycliste français.
- 25 janvier : Luke Roberts, cycliste australien.
- 8 mars : Peter Schep, cycliste néerlandais.
- 13 avril : Ángel Vicioso, cycliste espagnol.
- 22 avril : Robert Hunter, cycliste sud-africain.
- 22 mai : Jean-Christophe Péraud, cycliste français.
- 21 juin : Angelo Furlan, cycliste italien.
- 8 juillet : Paolo Tiralongo, cycliste italien.
- 30 juillet : Julio Alberto Pérez Cuapio, cycliste mexicain.
- 17 juillet : Leif Hoste, cycliste belge.
- 3 août : Óscar Pereiro, cycliste espagnol.
- 5 août : Santiago Pérez, cycliste espagnol.
- 8 août : Nicolas Vogondy, cycliste français.
- 19 août : Iban Mayo, cycliste espagnol.
- 17 septembre : Juan Antonio Flecha, cycliste espagnol.
- 30 septembre : David García Dapena, cycliste espagnol.
- 8 octobre : Anne-Caroline Chausson, cycliste française.
- 17 octobre : Stephen Wooldridge, cycliste australien.
- 18 octobre : Isidro Nozal, cycliste espagnol.
- 26 novembre : Ivan Basso, cycliste italien.

## Principaux décès
- 22 avril : Edward Van Dyck, cycliste belge. (° 22 mars 1918).
- 6 mai : Otto Weckerling, cycliste allemand. (° 23 octobre 1910).
- 17 août : Éloi Tassin, cycliste français. (° 6 juin 1912).